# Nemopalpus yucatanensis
Nemopalpus yucatanensis är en tvåvingeart som beskrevs av Vargas och Nejara 1958. Nemopalpus yucatanensis ingår i släktet Nemopalpus och familjen fjärilsmyggor. Inga underarter finns listade i Catalogue of Life.